# Fagatogo
Fagatogo est la capitale constitutionnelle du territoire non incorporé des États-Unis des Samoa américaines. Pago Pago est la capitale de facto de ce territoire.

## Patrimoine
- Le Palais de justice des Samoa américaines, construit en 1904.